# Matt Campbell
Matthew "Matt" Campbell (Hamilton, Ontario, 29 september 1989) is een darter uit Canada die uitkomt voor de Professional Darts Corporation (PDC). 

## Carrière
Campbell speelt voornamelijk tornooien in Noord-Amerika. In 2019 won hij de ADO Syracuse Open, waar hij Darin Young versloeg in de finale. Op de CDC Pro Tour eindigde hij als de beste Canadese speler en kwalificeerde zich zo voor het PDC World Darts Championship 2020. Campbell kwam uit tegen Mark McGeeney in de eerste ronde, waarvan hij verloor met 3-1.
Ook in 2021 kwalificeerde hij zich via de CDC Pro Tour voor het PDC World Darts Championship 2021 als de beste Canadese speler. Hij verloor opnieuw in de eerste ronde, dit keer van Scott Waites, met 3-2. In 2021 won Campbell drie tornooien in de PDC Pro Tour en stond uiteindelijk bovenaan de ranking, waardoor hij een tourcard wist te bemachtigen voor 2022/2023 en zich zo kwalificeerde voor het PDC World Darts Championship 2022 en de Grand Slam of Darts 2021. In die Grand Slam werd Campbell geloot in Groep F, met als tegenstanders Mensur Suljović, José de Sousa en Luke Humphries. Campbell verloor alle drie zijn wedstrijden en was dus uitgeschakeld.
Op het PDC World Darts Championship 2022 kwam Campbell in de eerste ronde uit tegen oud-wereldkampioen Adrian Lewis. Campbell won de eerste set, maar hij verloor uiteindelijk met 1-3 en was dus uitgeschakeld.
Campbell wist zich op 10 april 2022 te plaatsen voor de finale van Players Championship 13 door achtereenvolgens Jamie Hughes, Danny Noppert, Krzysztof Ratajski, Peter Hudson, Martijn Kleermaker en Gabriel Clemens te verslaan. Nathan Aspinall was in de finale met 8-6 in legs net iets te sterk.
Met overwinningen op Jeff Smith, David Cameron en Stowe Buntz won Campbell in 2024 het North American Darts Championship. In 2025 verdedigde hij zijn titel met succes, waarbij hij Jim Long passeerde in de finale.

## Resultaten op Wereldkampioenschappen

### PDC
- 2020: Laatste 96 (verloren van Mark McGeeney met 1-3)
- 2021: Laatste 96 (verloren van Scott Waites met 2-3)
- 2022: Laatste 96 (verloren van Adrian Lewis met 1-3)
- 2023: Laatste 96 (verloren van Danny Baggish met 0-3)
- 2024: Laatste 32 (verloren van Luke Littler met 1-4)
- 2025: Laatste 64 (verloren van Ryan Searle met 0-3)